# Borek (gmina Godziesze Wielkie)
Borek – wieś w Polsce położona w województwie wielkopolskim, w powiecie kaliskim, w gminie Godziesze Wielkie.
Dawniej wieś należała do gminy Żydów.
W latach 1975–1998 miejscowość należała administracyjnie do województwa kaliskiego.
Miejscowość leży na trasie szlaku drogowego Trakt Kalisz-Wieluń.
Wieś Borek ma 641 mieszkańców, z czego 49,3% stanowią kobiety, a 50,7% mężczyźni. Narodowego Spisu Powszechnego Ludności i Mieszkań w 2002 roku we wsi Borek było 133 gospodarstwa domowe. Wśród nich dominowały gospodarstwa zamieszkałe przez trzy osoby - takich gospodarstw były 32.